# Васил Стоянов (политик)
Вижте пояснителната страница за други личности с името Васил Стоянов.
Васил Недев Стоянов е политик от БКП и БСП.

## Биография
Роден е на 12 ноември 1938 г. във варненското село Манастир. През 1962 г. завършва ВМЕИ, а от 1966 г. е член на БКП. Работи в машиностроителния завод „Зора“ в Търговище. Бил е главен технолог и заместник главен инженер, както и заместник-директор по техническите въпроси в Научноизследователския и проектоконструкторски институт за машини по хранителна промишленост в Стара Загора. Между 1970 и 1972 г. е директор на Завода за запаметяващи устройства в града. От 1973 до 1979 г. е генерален директор на ДСО „ЗОТ“. През 1979 година става председател на ИК на ОНС в Стара Загора. От октомври 1979 до октомври 1983 е първи секретар на ОК на БКП. В периода 1981-1990 година е кандидат-член на ЦК на БКП. Между 1983 и 1984 е първи заместник-министър на машиностроенето и енергетиката. След това до 1986 г. е първи заместник-председател на Държавният комитет за наука и технически прогрес. През 1986 година става председател на стопанското обединение „Нови технологии и материали“. Лауреат на Димитровска награда.
От 1990 г. е член на Висшия съвет на БСП.
Умира на 26 януари 2017 година в София.